# 50 kg minbomb m/37

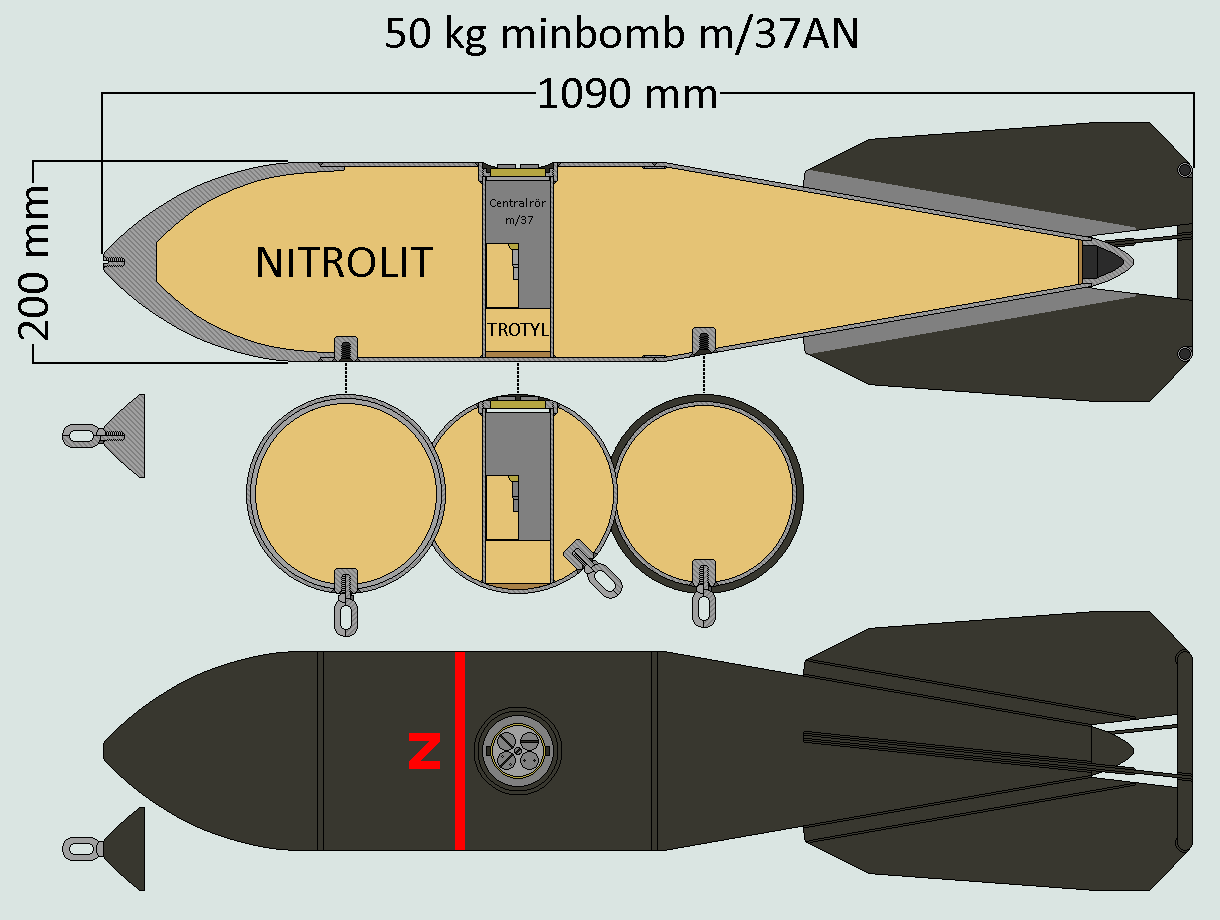
50 kg mb m/37AN ritning

50 kg minbomb m/37A, kort 50 kg mb m/37A, var en svensk flygbomb från sent 1930-tal som var utformad som en ren minbomb. Det vill säga att bombens verkan (skadan) ska göras av själva tryckvågen från explosionen och inte splittret från bombens hölje vid brisad. Den var försedd med ett centralrör (tändrör som sitter i mitten av ammunition) som gjorde att bomben hann borra ner sig en bit i marken innan brisad. Centralröret kunde även ställas in med olika fördröjningstider som gjorde att bomben kunde slå sig in en bra bit i byggnader eller skepp innan brisad.

## Historia
Bomben började som en idé 1921 då Arméns flygväsende skulle anskaffa bombflygplanet Fiat B.R. som kom att bli B 1. Man ville ha en 12 kilos sprängbomb, en 50- och 100-kilos minbomb, samt en 50- och 100-kilos brandbomb. Man ville inte importera någon bomb då transporter kunde bli omöjliga under ett potentiellt krig.
På grund av svenska flygvapnets bildande 1926 tog projektet längre tid än planerat och det var inte förrän runt 1928 som projekteringen kom igång. Det började med att Bofors och det Finlandssvenska företaget Tolfvan AB i Helsingfors gjorde en serie bomber tillsammans kallade m/32 men dessa var inte tillfredsställande, så Bofors började istället på en modernare serie bomber kallade m/37. Bland dessa kom 50 kg minbomb m/37.
50 kg minbomb m/37 var mycket modern och använde sig av ett centralrör istället för spetsrör som tidigare bomber. Fenorna var snedställda för att ge bomben rotation och därmed bättre precision. Den fick snabbt beteckningen m/37A för att inte förväxlas med 250 kg minbomb m/37 på papper. 250 kg minbomb m/37 fick då ett motsvarande B.
Bomben fastställdes 1937 och ersatte genast 50 kg minbomb m/32. Bomben fick oväntat snart sitt elddop under vinterkriget 1939 då Svenska frivilligflottiljen F 19 använde bomben på sina B 4 störtbombplan. Bomben visade si ha bra verkan för sin storlek men storleken i sig visade sig inte vara speciellt passande för minbomber, varför dess tjänst i vinterkriget användes som exempel för utveckling av tyngre bomber efteråt. Bomben kom dock att användas i Sverige ett bra tag efteråt och försvann först på sent 1950-tal då dess sista bärare T 18B gick ur tjänst.

## Konstruktion
Bomben är av svetsad konstruktion och består av 4 huvuddelar. Spets, liv, stjärtkon och vingar. 
Spetsen är gjuten och försedd med ett gängat hål för en bombögla eller täppskruv. Bomböglan användes vid spetsupphängning, en tidig typ av upphängning då bomben hängdes med spetsen uppåt i bombrummet av ett flygplan. Detta användes specifikt på flygplanet B 3 i det svenska flygvapnet.
Livet består att en stor stålcylinder med ca 5 mm tjocka väggar. På livet finns tre gängade hål för bomböglor och dessa användes för vanlig upphängning då bomben monterades vertikalt. 
Stjärtkonen består av en avsmalnande cylinder med något mindre tjocka väggar jämfört med livet. På stjärtkonen sitter även vingarna som då är snedställda. Vingarna stabiliseras av en ring av rörkonstruktion för att inte skadas lika lätt vid potentiell påfrestning.
Som tidigare nämnt hade bomben centralrör som då satt mellan väggarna i livet. Bomben kunde ta två typer av centralrör. Centralrör m/37 eller centralrör m/40. Funktionellt är tändrören desamma då de båda kan få bomben att brisera ögonblickligt vid anslag eller efter fördröjning. De skiljer sig enbart mekaniskt.

## Varianter
50 kg Minbomb m/37A har fyra varianter. En tidig variant och en sen variant samt blinda för vardera. När andra världskriget började visade det sig att trotyl var för dyrt för att producera i den mängd som behövdes för bombtillverkning. För att lösa detta började man bygga bomber fyllda med nitrolit istället. För att särskilja dessa angav man T för trotyl, eller N för nitrolit efter beteckning utan särskrivning. Bortom beteckning skiljde sig bomberna mer markant i prestanda. Nitrolit var ca 10% lättare än trotyl men hade en längre explosionstid vilket gjorde explosionen något mindre. Dock gjorde viktminskningen tillräckligt mycket nytta i och med bättre prestanda för bombflygplanen för att överväga den något svagare verkan.
Varianter med full beteckning.
- 50 kg minbomb m/37AT – Denna variant var fylld med sprängämnet trotyl och vägde nästan 60 kilo med tändrör.
- 50 kg minbomb m/37AT blind– Denna variant var blind, och var menad för övning med att ladda flygplan med 50 kg minbomb m/37AT. Den var av samma konstruktion som grund bomben men hade barlast av betong istället för sprängämne. De var målade ljusgråa till skillnad från de skarpa bomberna som var mörkgrå.
- 50 kg minbomb m/37AN – Denna variant var fylld med sprängämnet nitrolit och vägde mycket mindre än 50 kg minbomb m/37AT.
- 50 kg minbomb m/37AN blind– Denna variant var blind, och var menad för övning med att ladda flygplan med 50 kg minbomb m/37AN. Den var av samma konstruktion som grund bomben men hade barlast av betong istället för sprängämne. De var målade ljusgråa till skillnad från de skarpa bomberna som var mörkgrå.

### Webbkällor
- Krigsmaterielproduktion vid Aktiebolaget Svenska Järnvägsverkstäderna i Linköping